# Marija Kałmykowa
Marija Lwowna Kałmykowa (ros. Мария Львовна Калмыкова; ur. 14 stycznia 1978 w Riazaniu) – rosyjska koszykarka, występująca na pozycji środkowej, reprezentantka kraju, multimedalistka międzynarodowych imprez koszykarskich.

## Osiągnięcia
Na podstawie, o ile nie zaznaczono inaczej.
Drużynowe
- Mistrzyni EuroCup (2006, 2007)[4][5]
- Brąz mistrzostw Rosji (2001, 2003)
- Finalistka Pucharu Rosji (2007)

### Reprezentacja
Seniorska
- Mistrzyni Europy (2003)[6]
- Wicemistrzyni:
  - świata (2002)[7]
  - Europy (2001)[8]
- Brązowa medalistka:
  - olimpijska (2004)[9][10][11][12]
  - mistrzostw Europy (1999)[13]
- Uczestniczka kwalifikacji do Eurobasketu (2001, 2003)

Młodzieżowe
- Mistrzyni Europy U–18 (1996)[14]
- Uczestniczka mistrzostw świata U–19 (1997 – 5. miejsce)[15]